# Canton du Port
Le canton du Port est une circonscription électorale française du département de la Réunion créée par le décret du 24 février 2014. Elle tient lieu de circonscription d'élection des conseillers départementaux et entre en vigueur lors des élections départementales de 2015.

## Histoire
Le canton a été créé par la loi no 49-1102 du 2 août 1949.
Il a été supprimé par décret du 21 avril 1988 créant les cantons du Port-1 et du Port-2.
Un nouveau découpage territorial de La Réunion entre en vigueur à l'occasion des premières élections départementales suivant le décret du 24 février 2014. Les conseillers départementaux sont, à compter de ces élections, élus au scrutin majoritaire binominal mixte. Les électeurs de chaque canton élisent au Conseil départemental, nouvelle appellation du Conseil général, deux membres de sexe différent, qui se présentent en binôme de candidats. Les conseillers départementaux sont élus pour 6 ans au scrutin binominal majoritaire à deux tours, l'accès au second tour nécessitant 12,5 % des inscrits au 1er tour. En outre la totalité des conseillers départementaux est renouvelée. Ce nouveau mode de scrutin nécessite un redécoupage des cantons dont le nombre est divisé par deux avec arrondi à l'unité impaire supérieure si ce nombre n'est pas entier impair, assorti de conditions de seuils minimaux. Dans La Réunion, le nombre de cantons passe ainsi de 49 à 25.
Le canton du Port est reconstitué à cette occasion. Il est entièrement inclus dans l'arrondissement de Saint-Paul. Le bureau centralisateur est situé au Port.

## Représentation

### Représentation avant 1985
| Période | Période                   | Identité            | Étiquette | Qualité |
| ------- | ------------------------- | ------------------- | --------- | --- |
| 1955    | 1961                      | Léon de Lépervanche | PCR       | Maire du Port (1945-1961) Député (1945-1951) |
| 1961    | 1964 (démission d'office) | Paul Vergès         | PCR       | Journaliste, directeur du quotidien Témoignages Député (1956-1958, 1986-1987, 1993-1996) Sénateur (1996-2017) |
| 1965    | 1975                      | André Gonthier      | DVD       | Chirurgien-dentiste Maire du Port (1962-1971) |
| 1975    | 1985                      | Bruny Payet         | PCR       | Ingénieur électricien Secrétaire général de la mairie de Saint-André Conseiller régional Secrétaire général de la Confédération Générale des Travailleurs Réunionnais (CGTR) Elu en 1985 dans le Canton du Port-2 |

### Représentation depuis 2015
| Période élective | Période élective | Mandat | Mandat       | Identité                | Nuance | Nuance | Qualité |
| ---------------- | ---------------- | ------ | ------------ | ----------------------- | ------ | ------ | --- |
| 2015             | 2021             | 2015   | 2018 (décès) | Paulette Adois-Lacpatia |        | DVG    | Première adjointe au maire du Port Membre de PLR                                                                     |
| 2015             | 2021             | 2015   | 2021         | Sergio Erapa            |        | DVG    | Contrôleur Adjoint au maire du Port Membre de PLR                                                                    |
| 2015             | 2021             | 2018   | 2021         | Maryse Dache            |        | DVG    | Présidente du Comité des chômeurs et des mal-logés, Le Port Membre de PLR                                            |
| 2021             | 2028             | 2021   | en cours     | Isabelle Erudel         |        | DVG    | Professeure des écoles au Port Membre du PCR                                                                         |
| 2021             | 2028             | 2021   | en cours     | Jean-Yves Langenier     |        | DVG    | Ancien maire du Port (1994-2014) Ancien conseiller général des cantons du Port-1 et Port-2 (1992-2011) Membre du PCR |

### Résultats détaillés

#### Élections de mars 2015
À l'issue du 1er tour des élections départementales de 2015, deux binômes sont en ballottage : Paulette Adois-Lacpatia et Sergio Erapa (DVG, 49,59 %) et Firose Gador et Jean-Yves Langenier (DVG, 31,11 %). Le taux de participation est de 43,87 % (10 735 votants sur 24 472 inscrits) contre 43,81 % au niveau départemental et 50,17 % au niveau national.
Au second tour, Paulette Adois-Lacpatia et Sergio Erapa (DVG) sont élus avec 68,11 % des suffrages exprimés et un taux de participation de 50,59 % (7 698 voix pour 12 381 votants pour 24 472 inscrits).

#### Élections de juin 2021
Le premier tour des élections départementales de 2021 est marqué par un très faible taux de participation (33,26 % au niveau national). Dans le canton du Port, ce taux de participation est de 35,27 % (9 296 votants sur 26 358 inscrits) contre 36,5 % au niveau départemental. À l'issue de ce premier tour, deux binômes sont en ballottage : Isabelle Erudel et Jean Yves Langenier (DVG, 29,43 %) et Jasmine Beton et Armand Mouniata (DVG, 26,84 %).
Le second tour des élections est marqué une nouvelle fois par une abstention massive équivalente au premier tour. Les taux de participation sont de 34,36 % au niveau national, 45,5 % dans le département et 43,07 % dans le canton du Port. Isabelle Erudel et Jean Yves Langenier (DVG) sont élus avec 59,34 % des suffrages exprimés (5 917 voix pour 11 357 votants et 26 366 inscrits),,.

## Composition
De 1949 à 1988 et depuis 2015, le canton est composé de la seule commune du Port,.
| Nom                             | Code Insee | Intercommunalité               | Superficie (km2) | Population (dernière pop. légale) | Densité (hab./km2) | Modifier                                    |
| ------------------------------- | ---------- | ------------------------------ | ---------------- | --------------------------------- | ------------------ | ------------------------------------------- |
| Le Port (bureau centralisateur) | 97407      | CA Territoire de la Côte Ouest | 16,62            | 33 670 (2022)                     | 2 026              | modifier les données · modifier les données |
| Canton du Port                  | 97402      |                                |                  | 33 670 (2022)                     |                    | modifier les données                        |

## Démographie
En 2022, le canton comptait 33 670 habitants, en évolution de −3,27 % par rapport à 2016 (La Réunion : +3,33 %, France hors Mayotte : +2,11 %).
| 2013   | 2018   | 2022   |
| ------ | ------ | ------ |
| 35 881 | 33 531 | 33 670 |